# Провулок Устима Кармелюка
Прову́лок Усти́ма Кармелюка́ — провулок у Дніпровському районі міста Києва, місцевість Стара Дарниця. Пролягає від вулиці Кастуся Калиновського до Лохвицької вулиці.
Прилучаються вулиці Кармелюка, Хорольська та Сосницька.

## Історія
Провулок виник у середині XX століття під назвою 612-та Нова вулиця. Сучасна назва — з 1953 року, на честь Устима Кармелюка, керівника повстанського руху на Поділлі у 1813—1835 роках.